# Otus collari
El autillo de Sangihe o autillo de la Sangihe (Otus collari) es una especie de ave estrigiforme de la familia de los búhos (Strigidae).

## Distribución
Es endémico de las selvas de las islas Sangihe (Indonesia).